# Liste der Abkürzungen antiker Autoren und Werktitel/T
| Abk. Autor         | Autor                                                                                             | Autor | Edition |
|                    | Abk. Werk                                                                                         | Werktitel                                                                                                | Deutscher Titel |
| ------------------ | ------------------------------------------------------------------------------------------------- | --- | --- |
| t                  | Tosefta                                                                                           | Tosefta                                                                                                  | M. S. Zuckermandel (Hg.): Tosephta. Pasewalk 1880, Jerusalem 2 1937, Nachdruck 1970 / Saul Lieberman (Hg.): The Tosefta, according to cod. Vienna, with variants from cod. Erfurt, Genizah mss and ed. princeps (Venice 1521) New York 1955ff / Karl Heinrich Rengstorf (Hg.): Rabbinische Texte. Erste Reihe: Die Tosefta. Stuttgart 1953ff |
| Taan               | Talmudtraktat Ta'anit                                                                             | Talmudtraktat Ta'anit                                                                                    | |
| Tab. Peut          | Tabula Peutingeriana (Peutingersche Tafel)                                                        | Tabula Peutingeriana (Peutingersche Tafel)                                                               | |
| Tac.               | Tacitus                                                                                           | Tacitus                                                                                                  | |
|                    | Agr.                                                                                              | de vita et moribus Iulii Agricolae                                                                       | Leben des Agricola |
|                    | ann.                                                                                              | annales (ab excessu divi Augusti)                                                                        | Annalen |
|                    | dial.                                                                                             | dialogus de oratoribus                                                                                   | Dialog über die Redner |
|                    | Germ.                                                                                             | de origine et situ Germanorum                                                                            | Germania |
|                    | hist.                                                                                             | historiae                                                                                                | Historien |
| Tan                | Tanchuma                                                                                          | Tanchuma                                                                                                 | Midrash Tanchuma. Mantua 1563, Nachdruck Jerusalem 1970f |
| TanB               | Tanchuma (Buber)                                                                                  | Tanchuma (Buber)                                                                                         | Salomon Buber (Hg.): Midrasch Tanchuma. Wilna 1883, Nachdruck 1960 |
| Tarn               | Talmudtraktat Tamid                                                                               | Talmudtraktat Tamid                                                                                      | |
| Tat.               | Tatian                                                                                            | Tatian                                                                                                   | |
|                    | diatess.                                                                                          | diatessaron Τὸ διὰ τεσσάρων εὐαγγέλιον (Tò dià tessárōn euangélion)                                      | |
|                    | orat.                                                                                             | oratio ad Graecos Λόγος πρὸς Ἕλληνας (Lógos pròs Héllēnas)                                               | |
| Tem                | Talmudtraktat Temura                                                                              | Talmudtraktat Temura                                                                                     | |
| Ter                | Talmudtraktat Terumot                                                                             | Talmudtraktat Terumot                                                                                    | |
| Ter. Maur.         | Terentianus Maurus                                                                                | Terentianus Maurus                                                                                       | |
| Ter.               | Terenz                                                                                            | Terenz                                                                                                   | |
|                    | Ad.                                                                                               | Adelphoe                                                                                                 | Die Brüder |
|                    | Andr.                                                                                             | Andria                                                                                                   | Das Mädchen von Andros |
|                    | Eun.                                                                                              | Eunuchus                                                                                                 | Der Verschnittene |
|                    | Heaut.                                                                                            | Heautontimorumenos                                                                                       | Der Selbstquäler |
|                    | Hec.                                                                                              | Hecyra                                                                                                   | Die Schwiegermutter |
|                    | Phorm.                                                                                            | Phormio                                                                                                  | Phormio |
| Tert.              | Tertullian                                                                                        | Tertullian                                                                                               | |
|                    | adv. Herm.                                                                                        | adversus Hermogenem                                                                                      | |
|                    | adv. Iud.                                                                                         | adversus Iudaeos                                                                                         | |
|                    | adv. Marc.                                                                                        | adversus Marcionem                                                                                       | |
|                    | adv. Prax.                                                                                        | adversus Praxean                                                                                         | |
|                    | adv. Val.                                                                                         | adversus Valentinianos                                                                                   | |
|                    | anim.                                                                                             | de anima                                                                                                 | Über die Seele |
|                    | apol.                                                                                             | apologeticum                                                                                             | |
|                    | bapt.                                                                                             | de baptismo                                                                                              | Über die Taufe |
|                    | carn.                                                                                             | de carne Christi                                                                                         | |
|                    | castit.                                                                                           | de exhortatione castitatis                                                                               | |
|                    | coron.                                                                                            | de corona militis                                                                                        | |
|                    | cult. fem.                                                                                        | de cultu feminarum                                                                                       | |
|                    | fug.                                                                                              | de fuga in persecutione                                                                                  | |
|                    | idol.                                                                                             | de idolatria                                                                                             | |
|                    | ieiun.                                                                                            | de ieiunio adversus psychicos                                                                            | |
|                    | mart.                                                                                             | d martyras                                                                                               | |
|                    | monog.                                                                                            | de monogamia                                                                                             | |
|                    | nat.                                                                                              | ad nationes                                                                                              | Gegen die Heiden |
|                    | orat.                                                                                             | de oratione                                                                                              | |
|                    | praescr.                                                                                          | de praescriptione haereticorum                                                                           | |
|                    | paenit.                                                                                           | de paenitentia                                                                                           | |
|                    | pall.                                                                                             | de pallio                                                                                                | Über den Philosophenmantel |
|                    | pat.                                                                                              | de patientia                                                                                             | |
|                    | pudic.                                                                                            | de pudicitia                                                                                             | |
|                    | resurr.                                                                                           | de carnis resurrectione                                                                                  | |
|                    | Scap.                                                                                             | ad Scapulam                                                                                              | |
|                    | scorp.                                                                                            | scorpiace                                                                                                | Arznei gegen den Skorpionstich |
|                    | spect.                                                                                            | de spectaculis                                                                                           | |
|                    | test. anim.                                                                                       | de testimonio animae                                                                                     | |
|                    | uxor.                                                                                             | ad uxorem                                                                                                | |
|                    | virg. vel.                                                                                        | de virginibus velandis                                                                                   | |
| TestDom            | Neues Testament = Testament unseres Herrn Jesus Christus (Testamentum Domini nostri Jesu Christi) | Neues Testament = Testament unseres Herrn Jesus Christus (Testamentum Domini nostri Jesu Christi)        | |
| Test XII           | Testamente der zwölf Patriarchen (Testamenta duodecim patriarcharum)                              | Testamente der zwölf Patriarchen (Testamenta duodecim patriarcharum)                                     | Marinus de Jonge (Leiden 1964) |
|                    | As.                                                                                               | Aser | |
|                    | Benj.                                                                                             | Benjamin                                                                                                 | |
|                    | Dan                                                                                               | Dan | |
|                    | Gad                                                                                               | Gad | |
|                    | Iss.                                                                                              | Issachar                                                                                                 | |
|                    | Jos.                                                                                              | Joseph                                                                                                   | |
|                    | Juda                                                                                              | Juda | |
|                    | Levi                                                                                              | Levi | |
|                    | Naph.                                                                                             | Naphtali                                                                                                 | |
|                    | Rub.                                                                                              | Ruben | |
|                    | Sim.                                                                                              | Simeon                                                                                                   | |
|                    | Zab.                                                                                              | Zabulon                                                                                                  | |
| TevJ               | Talmudtraktat Tevul jom                                                                           | Talmudtraktat Tevul jom                                                                                  | |
| TFrag              | Fragmententargum (Targum Jerushalmi II)                                                           | Fragmententargum (Targum Jerushalmi II)                                                                  | M. L. Klein (Hg.): The Fragment-Targums of the Pentateuch. 2 Bde. Analecta biblica 76, Rom 1980 |
| TGF²               | Tragicorum Graecorum Fragmenta                                                                    | Tragicorum Graecorum Fragmenta                                                                           | August Nauck 2. Auflage (Leipzig 1889) |
| TGL                | Henri Estienne, Thesaurus Graecae Linguae (1572)                                                  | Henri Estienne, Thesaurus Graecae Linguae (1572)                                                         | |
| TH                 | Theben (Fundort Linear-B-Täfelchen)                                                               | Theben (Fundort Linear-B-Täfelchen)                                                                      | |
| Thal.              | Thales                                                                                            | Thales                                                                                                   | |
| Theag.             | Theagenes                                                                                         | Theagenes                                                                                                | |
| Them.              | Themistios                                                                                        | Themistios                                                                                               | |
|                    | an. par.                                                                                          | in libros de anima paraphrasis Παράφρασις τῶν Περὶ ψυχῆς (Paráphrasis tôn Perì psychês)                  | Paraphrase auf Aristoteles’ De anima |
|                    | an. post. par.                                                                                    | analyticorum posteriorum paraphrasis Παράφρασις Ἀναλυτικῶν ὑστέρων (Paráphrasis Analytikôn hystérōn)     | Paraphrase auf Aristoteles’ Analytica posteriora |
|                    | cael. par.                                                                                        | in libros de caelo paraphrasis Παράφρασις τῶν Περὶ οὐρανοῦ (Paráphrasis tôn Perì ouranoû)                | Paraphrase auf Aristoteles’ De Caelo |
|                    | epist.                                                                                            | epistula de re publica gerenda Περὶ πολιτείας ἐπιστολή (Perì politeías epistolḗ)                         | Brief über die Staatsführung |
|                    | metaph. par.                                                                                      | in metaphysicorum librum XII paraphrasis Παράφρασις τῶν Μετὰ τὰ φυσικὰ (Paráphrasis tôn Metà tà physikà) | Paraphrase auf Buch XII der Metaphysik des Aristoteles |
|                    | or.                                                                                               | orationes Λόγοι (Lógoi)                                                                                  | Reden |
|                    | phys. par.                                                                                        | in physica paraphrasis Παράφρασις τῆς Φυσικῆς ἀκροάσεως (Paráphrasis tês Physikês akroáseōs)             | Paraphrase auf die Physik des Aristoteles |
|                    | virt.                                                                                             | oratio de virtute, quae est praestantia animi Περὶ ἀρετῆς (Perì aretês)                                  | Über die Tugend |
| Theod. (Theodrt.)  | Theodoret (Theodoretus Cyrrhensis)                                                                | Theodoret (Theodoretus Cyrrhensis)                                                                       | |
|                    | ep. C 1-36                                                                                        | Epistulae C 1-36                                                                                         | |
|                    | ep. P 1-52                                                                                        | Epistulae P 1-52                                                                                         | |
|                    | ep. S 1-147                                                                                       | Epistulae S 1-147                                                                                        | |
|                    | Gr. aff. cur.                                                                                     | Graecarum affectionum curatio ῾Ελληνικῶν θεραπευτικὴ παθημάτων                                           | Die Kur der griechischen Krankheit |
|                    | haer. fab. comp.                                                                                  | haereticarum fabularum compendium                                                                        | Zusammenfassung häretischer Darstellungen |
|                    | hist. eccl. / h. e.                                                                               | historia ecclesiastica                                                                                   | Kirchengeschichte |
| Theod. Mops.       | Theodor von Mopsuestia                                                                            | Theodor von Mopsuestia                                                                                   | |
| Theogn.            | Theognis von Megara                                                                               | Theognis von Megara                                                                                      | |
|                    |                                                                                                   | elegi Ἔλεγοι (Élegoi)                                                                                    | Elegien |
| Theokr.            | Theokritos                                                                                        | Theokritos                                                                                               | |
|                    | Beren.                                                                                            | Berenike                                                                                                 | |
|                    | eid.                                                                                              | Eidyllia                                                                                                 | |
|                    | epigr.                                                                                            | Epigrammata                                                                                              | |
| Theon              | Theon von Alexandria                                                                              | Theon von Alexandria                                                                                     | |
|                    | exp. rer. math.                                                                                   | expositio rerum mathematicarum                                                                           | |
|                    | prog.                                                                                             | Progymnasmata                                                                                            | |
| Theon Smyrn.       | Theon von Smyrna                                                                                  | Theon von Smyrna                                                                                         | |
| Theop.             | Theopompos                                                                                        | Theopompos                                                                                               | |
| Theoph.            | Theophilus von Antiochia                                                                          | Theophilus von Antiochia                                                                                 | |
|                    | Autol.                                                                                            | ad Autolycum Θεοφίλου πρὸς Αὐτόλυκον (Theophílou pròs Autólykon)                                         | |
| Theophan. Conf.    | Theophanes Confessor                                                                              | Theophanes Confessor                                                                                     | Carl de Boor (Leipzig 1883–1885) |
|                    | chron.                                                                                            | Theophanis Chronographia                                                                                 | |
| Theophr.           | Theophrastos von Eresos                                                                           | Theophrastos von Eresos                                                                                  | |
|                    | caus. plant.                                                                                      | de causis plantarum Περὶ φυτικῶν αἰτιῶν (Perì phytikôn aitiôn)                                           | |
|                    | char.                                                                                             | characteres Χαρακτῆρες (Charaktêres)                                                                     | |
|                    | hist. plant.                                                                                      | historia plantarum Περὶ φυτῶν ἱστορία (Perì phytôn historía)                                             | |
|                    | ign.                                                                                              | de igne Περὶ πυρός (Perì pyrós)                                                                          | |
|                    | lap.                                                                                              | de lapidibus Περὶ λίθων (Perì líthōn)                                                                    | |
|                    | lass.                                                                                             | de lassitudine                                                                                           | |
|                    | metaph.                                                                                           | Metaphysika Τὰ µετὰ τὰ φυσικά (Tà metà tà physiká)                                                       | |
|                    | od.                                                                                               | de odoribus Περὶ ὀσµῶν (Perì osmôn)                                                                      | |
|                    | sens.                                                                                             | de sensu                                                                                                 | |
|                    | sign.                                                                                             | de signis tempestatum Περὶ σηµείων (Perì sēmeíōn)                                                        | |
|                    | sud.                                                                                              | de sudore                                                                                                | |
|                    | vent.                                                                                             | de ventis Περὶ ἀνέµων (Perì anémōn)                                                                      | |
|                    | vert.                                                                                             | de vertigine                                                                                             | |
| Theopomp.          | Theopompos                                                                                        | Theopompos                                                                                               | |
| Thess1, Thess2     | 1., 2. Brief des Paulus an die Thessalonicher (Epistula ad Thessalonicenses I, II)                | 1., 2. Brief des Paulus an die Thessalonicher (Epistula ad Thessalonicenses I, II)                       | |
| Thgn.              | Theognis von Megara                                                                               | Theognis von Megara                                                                                      | |
| ThLE               | Thesaurus Linguae Etruscae                                                                        | Thesaurus Linguae Etruscae                                                                               | Massimo Pallottino, Enrico Benelli (2. Aufl., Pisa/Rom 2009) |
| Thuk.              | Thukydides                                                                                        | Thukydides                                                                                               | |
|                    |                                                                                                   | historiae Ὁ πόλεµος τῶν Πελοποννησίων καί Ἀθηναίων (Ho pólemos tôn Peloponnēsíōn kaí Athēnaíōn)          | Der Peloponnesische Krieg |
| TI                 | Tiryns (Fundort Linear-B-Täfelchen)                                                               | Tiryns (Fundort Linear-B-Täfelchen)                                                                      | |
| Tib. (Tibull.)     | Albius Tibullus                                                                                   | Albius Tibullus                                                                                          | |
|                    |                                                                                                   | elegiae                                                                                                  | |
| Tim1, Tim2         | 1., 2. Brief des Paulus an Timotheus (Epistula ad Timotheum I, II)                                | 1., 2. Brief des Paulus an Timotheus (Epistula ad Timotheum I, II)                                       | |
| Tim.               | Timotheos von Milet                                                                               | Timotheos von Milet                                                                                      | |
|                    |                                                                                                   | carmina                                                                                                  | Gedichte |
|                    | Pers.                                                                                             | Persae                                                                                                   | |
| Tit                | Brief des Paulus an Titus (Pauli epistula ad Titum)                                               | Brief des Paulus an Titus (Pauli epistula ad Titum)                                                      | |
| TJI                | Targum Jeruschalmi I                                                                              | Targum Jeruschalmi I                                                                                     | s. TPsJ |
| TJII               | Targum Jeruschalmi II                                                                             | Targum Jeruschalmi II                                                                                    | s. TFrag |
| TJon               | Targum Jonatan                                                                                    | Targum Jonatan                                                                                           | A. Sperber (Hg.): The Bible in Aramaic. Bd. 2–3, Leiden 1959–1962, Nachdruck 1992 |
| TKB                | Ο ταφικός κύκλος Β των Μυκηνών (O taphikós kyklos B ton Mykenón)                                  | Ο ταφικός κύκλος Β των Μυκηνών (O taphikós kyklos B ton Mykenón)                                         | George E. Mylonas (Athen 1973) |
| TLE²               | Testimonia Linguae Etruscae                                                                       | Testimonia Linguae Etruscae                                                                              | Massimo Pallottino (2. Aufl., Florence 1968) |
| TLG                | Online Thesaurus Linguae Graecae: A Digital Library of Greek Literature                           | Online Thesaurus Linguae Graecae: A Digital Library of Greek Literature                                  | Theodore Brunner, Maria Pantelia (1972ff., online) |
| TLG³               | Thesaurus Linguae Graecae : Canon of Greek Authors and Works                                      | Thesaurus Linguae Graecae : Canon of Greek Authors and Works                                             | Luci Berkowitz (3. Aufl., Oxford 1990, ) |
| TLL (ThlL, ThLL)   | Thesaurus Linguae Latinae                                                                         | Thesaurus Linguae Latinae                                                                                | Thesaurus Kommission (Leipzig 1900ff, online) |
| TO                 | Targum Onkelos                                                                                    | Targum Onkelos                                                                                           | A. Sperber (Hg.): The Bible in Aramaic. Bd. 1, Leiden 1959, Nachdruck 1992 |
| Tob                | Buch Tobit                                                                                        | Buch Tobit                                                                                               | |
| Toh                | Talmudtraktat Toharot                                                                             | Talmudtraktat Toharot                                                                                    | |
| TPsJ               | Targum Pseudo-Jonatan (Targum Jerushalmi I)                                                       | Targum Pseudo-Jonatan (Targum Jerushalmi I)                                                              | E. G. Clarke (Hg.): Targum Pseudo-Jonathan of the Pentateuch. Hoboken 1984 |
| TragGrFrg          | Tragicorum Graecorum Fragmenta                                                                    | Tragicorum Graecorum Fragmenta                                                                           | (Göttingen 1971ff) |
| TragRomFrg (TRF3)  | Tragicorum Romanorum Fragmenta                                                                    | Tragicorum Romanorum Fragmenta                                                                           | Otto Ribbeck (3. Aufl., Leipzig 1898) |
| TransMariae        | Heimgang Marias (Transitus Mariae)                                                                | Heimgang Marias (Transitus Mariae)                                                                       | |
| Travlos, Athen     | Bildlexikon zur Topographie des antiken Athen                                                     | Bildlexikon zur Topographie des antiken Athen                                                            | Ioannis Travlos (Tübingen 1971) |
| Travlos, Attika    | Bildlexikon zur Topographie des antiken Attika                                                    | Bildlexikon zur Topographie des antiken Attika                                                           | Ioannis Travlos (Tübingen 1988) |
| Trog.              | Pompeius Trogus                                                                                   | Pompeius Trogus                                                                                          | |
|                    | proleg.                                                                                           | Prolegomena                                                                                              | |
| Tryphiod. (Tryph.) | Triphiodoros                                                                                      | Triphiodoros                                                                                             | Wilhelm Weinberger (1896) |
| Tyrt.              | Tyrtaios                                                                                          | Tyrtaios                                                                                                 | |
| Tzetz.             | Johannes Tzetzes                                                                                  | Johannes Tzetzes                                                                                         | |
|                    | ad Lycoph.                                                                                        | ad Lycophronem                                                                                           | Scholien zu Lykophrons Alexandra |
|                    | anteh.                                                                                            | antehomerica τὰ πρὸ τοῦ ῾Ομήρου                                                                          | |
|                    | chil.                                                                                             | chiliades                                                                                                | |
|                    | posth.                                                                                            | posthomerica τὰ μεθψ῞Ομηρον                                                                              | |

| Legende zu den Farben der Autoreneinträge | Legende zu den Farben der Autoreneinträge | Legende zu den Farben der Autoreneinträge | Legende zu den Farben der Autoreneinträge                                                      |
| ----------------------------------------- | ----------------------------------------- | ----------------------------------------- | ---------------------------------------------------------------------------------------------- |
|                                           | Autor                                     | Autor                                     | Autorenabkürzung                                                                               |
| SW                                        | Sammelwerk                                | Sammelwerk                                | Sammlung oder Sammelwerk (sowohl moderne als auch antike)                                      |
| AN                                        | Anonym                                    | Anonym                                    | Schrift eines einzelnen, unbekannten Autors                                                    |
| BS                                        | Biblische Schrift                         | Biblische Schrift                         | Schrift des AT oder NT (auch Apokryphen)                                                       |
| RS                                        | Rabbinische Schrift                       | Rabbinische Schrift                       | Mischna, Talmud und sonstige hebräische, nichtbiblische Schrift                                |
| X                                         | Sonstiges                                 | Sonstiges                                 | Abkürzung von Lexikon, Referenz- oder Nachschlagewerk, Schriftreihe etc.; allgemeine Abkürzung |